# 長崎県立長崎北高等学校

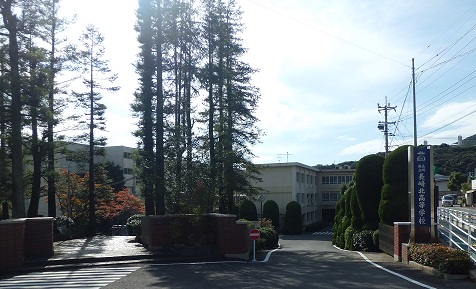
北高正門

長崎県立長崎北高等学校（ながさきけんりつ ながさききたこうとうがっこう, 英: Nagasaki Prefectural Nagasaki Kita High School）は、長崎県長崎市小江原に所在する県立高等学校。
略称は北高、長崎北。
かつて総合選抜制度で入試を行っていた長崎五校と呼ばれている高校の一つである。

## 概要
校是
「両道顕揚」（りょうどうけんよう）
校訓
- 「六綱」
  - 真理を探究し、正義を愛する精神を養う。
  - 自主性にみち、協調性に富んだ生活態度を養う。
  - 責任を重んじ、誠実を尊ぶ精神と態度を養う。
  - 礼節を守り、勤労を尊ぶ習慣を養う。
  - 友愛と切磋琢磨の精神を養う。
  - 健康にして、明朗な心身を養う。

- 「三領」
  - 誇りをもち、自信をもつ。
  - 高い理想をかかげる。
  - 歴史を創る使命観に生きる。

スローガン
「歴史を創る“極星”たれ」～一人ひとりの未来（あす）を見つめる長崎北～
校章
「北」の文字の上に「高」（俗字体のはしご高）の文字を重ねている。
校歌
作詞は高木市之助、作曲は諸井三郎による。歌詞は3番まであり、各番に校名の「北高」が登場する。
制服
男子は黒色の学生服（学ラン）、女子は紺色のブレザー。　

## 沿革
- 1964年（昭和39年）
  - 3月 - 開校に備え、長崎東・長崎西・長崎南の三校とともに、総合選抜を実施。[2]
  - 4月1日 - 長崎市北部の人口急増に応えるため、「長崎県立長崎北高等学校」（現校名）が開校。入学生550名。10学級。
  - 6月25日 - 開校記念式典を挙行。以降この日が、開校記念日となる。
- 1967年（昭和42年） - 財団法人「長崎北高校青志奨学会」[3]が設立。
- 1969年（昭和44年）4月 - 長崎西高等学校より、式見分校の管理が移管。（この時の式見分校入学生は長崎北高の1年生となる。）
- 1970年（昭和45年）4月 - 式見分校の正式名称が、長崎県立長崎北高等学校式見分校となる。
- 1984年（昭和59年）4月 - 式見分校が分離・独立の上、長崎県立長崎式見高等学校となる。
- 1993年（平成5年）
  - 3月31日 - 老朽化に伴い、セミナーハウス（研修・合宿施設）「青志寮」を新築。
  - 9月25日 - 創立30周年記念式典を挙行。
  - 12月11日 - 創立30周年を記念し、中華人民共和国北京への修学旅行を初めて実施。
- 1994年（平成6年）
  - 1月5日 - ラグビー部が全国高等学校ラグビーフットボール大会で第3位となる。
  - 3月25日 - 創立30周年記念体育館（第2体育館）が完成。
  - 5月22日 - 全国植樹祭・全日本本学校関係緑化コンクール学校緑化部門で入選。
- 1995年（平成7年）- 総合選抜制度が一部改編。
  - 文科コースと理数コースを1クラスずつ新設し、一部ではあるが、受験生が長崎北高校を直接選べるようにした。
  - 推薦入試を導入。
- 1998年（平成10年） - 男子バドミントン部がインターハイに出場。
- 1999年（平成11年） - 男子バレーボール部が全国高等学校バレーボール選抜優勝大会に出場。
- 2002年（平成14年） 3月 - この時の入試をもって、長崎五校の総合選抜試験を廃止。最後の総合選抜試験となった。
- 2003年（平成15年）
  - 3月 - 総合選抜試験廃止に伴い、単独選抜を開始。一般入試の2教科（数学・英語）に関して、独自問題[4]を導入、また面接試験を開始。文科コース・理数コースを廃止。
  - 4月 - 高1での32名学級（10クラス）が開始。
  - 10月 - 創立40周年記念式典を挙行。記念事業の一環として、懸賞論文を募集し、最優秀賞受賞生徒に同窓会よりロンドン・パリの研修旅行が贈られた。
  - 8月 - 長崎市総合運動公園で長崎ゆめ総体が開催され、在校生によるコッコデショが披露。
- 2004年（平成16年） - 放送部がNHK杯全国高校放送コンテスト「ラジオドラマ部門」に「メルトモ注意報」で参加し、全国優勝を飾る。
- 2005年（平成17年）
  - 3月 - 一般入試での独自問題を廃止。その代わり、県立高校入試の2教科（数学・英語）に限って、難易度に応じたA問題・B問題が作成され、選択制が導入。A問題かB問題どちらを選択するかは各高等学校にゆだねられた。[5]
- 2006年（平成18年） - 男子バレーボール部が全国高等学校バレーボール選抜優勝大会に出場（7年ぶり3度目）。ベスト8に進出する。
- 2007年（平成19年） - 硬式野球部が第89回全国高校野球長崎大会で学校創立初となる決勝進出。準優勝という結果を残す。
- 2008年（平成20年）4月 - 長崎式見高校の閉校に伴い、式見高校卒業生の証明書等の発行事務を、長崎県立長崎北高等学校が担当することとなる。
- 2011年（平成23年）3月 - 旧校舎お別れ式を実施。2013年（平成26年）の創立50周年に向け、新校舎建設を開始。
- 2013年（平成25年）1月 - 新普通教室棟使用開始（B棟）・旧特別教室棟改築工事を開始。
- 2014年（平成26年）10月-創立50周年記念式典を新校舎完成に合わせ1年遅れで挙行。
- 2024年（令和5年）- 創立60周年を迎えた。

## 学校行事
3学期制
1学期
- 4月 - 始業式、入学式、対面式、新入生合宿（諫早）、歓迎遠足
- 5月 - 中間考査、生徒総会
- 6月 - 高総体、開校記念日（25日）
- 7月 - 期末考査、校内球技大会、終業式、夏季休業、夏季補習、オープンスクール
- 8月 - 平和学習（9日 長崎原爆の日）、高1・3雲仙合宿

2学期
- 8月末 - 始業式
- 9月 - 北高祭（体育祭・文化祭）
- 10月 - 中間考査、県総文祭、芸術鑑賞会
- 11月 - 運動部新人大会、防災避難訓練
- 12月 - 期末考査、高2修学旅行、終業式、冬季休業、冬季補習

3学期
- 1月 - 20歳の学年同窓会、始業式、大学入試センター試験
- 2月 - 高校推薦入試、校内持久走・駅伝大会、同窓会入会式
- 3月 - 卒業式、学年末考査、校内球技大会、終業式（修了式）

## 部活動
運動部
- ソフトテニス部
- バレーボール部
- サッカー部（男）
- ハンドボール
- バスケットボール部
- ラグビー部（男）
- テニス（硬式）部
- バドミントン部
- 剣道部
- 射撃部
- 水泳部
- 陸上部
- 弓道部
- 野球部

文化部
- 放送部
- 図書部
- 華道部
- 茶道部
- 理科部
- コーラス部
- オーケストラ部
- 競技カルタ部
- 美術部
- 英会話部
- 写真部
- 文芸部
- パソコン部
- 家庭クラブ同好会

## 校舎
A棟（管理棟）
職員室、図書室などがある。2015年（平成27年）に図書室が大幅改装され、自学用スペースも広く設けられた。
B棟（普通教室棟）
2013年（平成25年）1月に完成。以前のB棟にはなかった廊下が設置され、屋上には太陽光発電設備が設置されている。生徒の談話スペースやギャラリーも設けられている。生徒用玄関・靴箱は吹き抜けであり、開放的な空間となっている。
A棟、C棟とは2つの2階建通路で繋がっており正面玄関側通路は吹き抜けのギャラリーや休憩スペースとなっており、公衆電話も設置されている。グラウンド側通路2階には卒業生から贈呈された自学用机、椅子、テーブルライトが並んでおり、多くの生徒が利用している。
C棟（特別教室棟）
2014年（平成26年）3月に完成。こちらにも以前の校舎にはなかった廊下が設置された。特別教室の他、茶道室や屋上スペースも設けられている。両サイドの屋根が特徴的な形である。B棟とは2つの2階建通路で繋がっている。(A棟-B棟-C棟と連絡通路が繋がっている) 第二体育館とも屋根付きの連絡通路がある。

## 同窓会
- 長崎北高等学校同窓会（本部）
  - 東京支部
  - 関西支部
- 2年に一度、長崎市で同窓会総会が開催される。

20歳の学年同窓会
- 成人を迎える年の1月に学年同窓会が開催されている。

## 著名な出身者
あ
- 秋山真太郎（俳優）
- 浦口直樹（元TBSアナウンサー）
- 円田智子（元KTNアナウンサー）
- 大石賢吾（第20代長崎県知事）
- 岡崎徹（元俳優）

か
- 黒氏康博（元NHKアナウンサー）
- 加藤清隆（政治評論家、元時事通信社解説委員）
- 川口皓平（元ラグビー選手・元コカ・コーラレッドスパークス所属）
- 河野雄平（日本テレビ演出家）

さ
- 菅豊（東京大学東洋文化研究所教授）
- 柴崎尚美（元NHK契約キャスター)
- 下山翔平（元ラグビー選手・元宗像サニックスブルース所属）

た
- 竹本隼太郎（元ラグビー選手・元サントリーサンゴリアス所属）
- 竹本竜太郎（元ラグビー選手・元サントリーサンゴリアス所属）
- 土山直純（プロボクサー）
- 堤修三（長崎県立大学教授、元厚生労働省大臣官房審議官）

は
- 橋本剛（元長崎市議会議員、元農林水産省官僚）
- 百武裕司（百武彗星発見者、島原半島出身）
- hare-brained unity（元ロックバンド、メンバー全員が33回卒生）
- 早嶋聡史（経営者、ビジネス著者）

ま
- 増田慶介（元ラグビー選手・元東芝ブレイブルーパス所属）
- 増村雅尚（元バレーボール日本代表、九州産業大学教授）
- 松尾貴臣（シンガーソングライター・歌手）
- 松田浩（元サッカー選手、元V・ファーレン長崎監督）
- 間宮陽介（経済学者、京都大学名誉教授）
- 森本智子（元テレビ東京アナウンサー）

や
- 山下一（ラグビー選手・豊田自動織機シャトルズ所属）
- 山下俊一（福島県立医科大学副学長）
- 吉田克也（ラグビー選手・九州電力キューデンヴォルテクス所属）
- 吉田尚史（元ラグビー日本代表、元釜石シーウェイブス所属）

## スクールバス
- 長崎バスによるスクールバスが運行されており、構内にバスロータリーとバス停（北高前）が設置されている。

路線バスが多く運行されており、スクールバスと合わせて利用が可能である。
登校バス:
- 西海発(時津北部ターミナル・住吉・油木町経由)
- 三川町発(西山台団地・本原一丁目・浦上天主堂前・平和公園下・市民プール前・城栄町経由)
- 女の都団地発(大井手・住吉・油木町経由)
- 寺川内発(滑石団地内・住吉・油木町経由)
- 上横尾発(住吉・油木町経由)
- 葉山発(西町・油木町経由)
- 神の島一丁目発(立神・城栄町経由)
- 住吉発(城栄町経由)
- 大井手発(住吉・城栄町経由)
- 市民プール前発(城栄町経由)

などから十数本運行。また、三重方面からは桜の里ターミナル発(相川・式見・小江原経由)の路線バスが朝時間帯に設定されている。
下校バス:
- 稲佐橋行き(城栄町・市民プール前経由)
- 市民プール前行き(城栄町経由)
- 三川町行き(城栄町・市民プール前・平和公園下・浦上天主堂前・本原一丁目・西山台団地経由)
- 滑石・寺川内行き(油木町・住吉・滑石団地内経由)
- 下大橋行き(城栄町経由)

行きが下校・部活終了時間に設定。バス通学の生徒の多くは北部からの通学であるため、市民プール前から徒歩で平和公園まで乗り換える生徒が多い。
また、夕方・夜時間帯には小江原・式見経由の桜の里ターミナル行き路線バスも設定されている。

## アクセス
最寄りのバス停
- 長崎バス
  - 小江原バス停、第二団地入口バス停
    - 長崎駅方面からは、3番の城栄町・小江原経由「小江原ニュータウン」「相川」「大見崎」行きのバスに乗車。
    - 浦上駅からは、歩道橋を通って浦上川を渡り、西高前バス停から上記の3番のバスに乗車。
    - 住吉・時津・昭和町方面からは、バスか路面電車を使い、平和公園で下車。簗橋を通って浦上川を渡り、市民プール前バス停から上記3番のバスに乗車。
    - 登下校時間帯には、3番のバスのほかに各地からスクールバス(上記参照)が追加運行される。

最寄りの県道・市道
- 長崎県道112号長崎式見港線
- 油木町西町線 - 小江原地区と西町地区を結ぶ区間 - 2011年（平成23年）3月31日に開通。

## 周辺
学校
- 長崎県警察学校
- 長崎市立小江原中学校
- 長崎市立小江原小学校
- 長崎市立桜が丘小学校
- 小江原ひかり幼稚園
- 小江原第二ひかり幼稚園

病院
- 小江原中央病院

その他
- 小江原団地
- 小江原ニュータウン
- 長崎市かきどまり総合運動公園
- 小江川